# دوري السوبر الأوغندي 1975
دوري السوبر الأوغندي 1975 (بالإنجليزية: 1975 Uganda National League)‏ هو موسم من دوري السوبر الأوغندي. أشرف على تنظيمه اتحاد أوغندا لكرة القدم، وكان عدد الأندية المشاركة فيه 10، وفاز فيه نادي إكسبريس.